# Европско првенство у атлетици за јуниоре 2017 — 3.000 метара за јуниорке
Такмичење у трчању на 3.000 метара у женској конкуренцији на 24. Европском првенству у атлетици за јуниоре 2017. у Гросетоу одржано је 22. јула 2017. на Stadio Carlo Zecchini- у.
Титулу освојену у Ешилструни 2015, није бранила Алина Рех из Немачке.

## Земље учеснице
Учествовало је 18 такмичарки из 12 земаља.
1. Италија (2)
2. Норвешка (3)
3. Пољска (1)
4. Румунија (1)
5. Словачка (1)
6. Србија (1)
7. Турска (2)
8. Уједињено Краљевство (1)
9. Француска (1)
10. Холандија (1)
11. Швајцарска (1)
12. Шпанија (3)

## Освајачи медаља
|                            |                            |                           |
| Делиа Склабас · Швајцарска | Матилд Сенешал · Француска | Надја Батоклети · Италија |

## Квалификациона норма
Требало је да квалификациону норму такмичарке остваре у периоду од 1. јануара 2016. до 13. јула 2017. године.
| Норма   |
| ------- |
| 9:52,50 |

## Сатница
| Датум   | Време | Коло   |
| ------- | ----- | ------ |
| 22. јул | 18:50 | Финале |

## Рекорди
| Рекорди пре почетка Европског првенства 2017. | Рекорди пре почетка Европског првенства 2017. | Рекорди пре почетка Европског првенства 2017. | Рекорди пре почетка Европског првенства 2017. | Рекорди пре почетка Европског првенства 2017. | Рекорди пре почетка Европског првенства 2017. |
| Рекорди                                       | Атлетичар                                     | Земља                                         | Време                                         | Место                                         | Датум                                         |
| --------------------------------------------- | --------------------------------------------- | --------------------------------------------- | --------------------------------------------- | --------------------------------------------- | --------------------------------------------- |
| Европски рекорд У-20                          | Zola Pieterse                                 | Велика Британија                              | 8:28,83                                       | Рим, Италија                                  | 7. септембар 1985.                            |
| Рекорди европских првенстава У-20             | Габријела Сабо                                | Румунија                                      | 8:50,97                                       | Сан Себастијан, Шпанија                       | 1. август 1993.                               |
| Најбољи европски резултат сезоне У-20         | Харијет Ноулс-Џонс                            | Велика Британија                              | 8:56,08                                       | Вотфорд, Уједињено Краљевство                 | 3. мај 2017.                                  |

### Најбољи европски резултати у 2017. години
Десет најбољих атлетичара у трци на 3.000 метара 2017. године до почетка првенства (12. јул 2017), имали су следећи пласман на европској ранг листи. (СРЛ)
| 1.  | Харијет Ноулс-Џонс | Велика Британија | 8:56,08 | 3. мај    |
| 2.  | Делиа Склабас      | Швајцарска       | 9:09,33 | 24. јун   |
| 3.  | Џема Рики          | Велика Британија | 9:11,20 | 25. април |
| 4.  | Рос Блокхуис       | Холандија        | 9:14,72 | 23.јун    |
| 5.  | Миријам Датке      | Немачка          | 9:23,33 | 30. јун   |
| 6.  | Ела Макнивен       | Велика Британија | 9:24,50 | 13. јун   |
| 7.  | Карла Галардо      | Шпанија          | 9:25,28 | 24. јун   |
| 8.  | Матилд Сенекал     | Француска        | 9:25,76 | 10. јун   |
| 9.  | Сесил Лежен        | Француска        | 9:27,06 | 21. јун   |
| 10. | Тамара Мићевић     | Србија           | 9:28,73 | 10. јун   |

Такмичарке чија су имена подебљана учествовале су на ЕП.

## Резултати

### Финале
Финале је одржано 22. јула 2017. године у 18:50.,.
| Место | Атлетичарка              | Земља                | ЛР      | ЛРС     | Резултат | Белешка |
| ----- | ------------------------ | -------------------- | ------- | ------- | -------- | ------- |
|       | Делиа Склабас            | Швајцарска           | 9:09,33 | 9:09,33 | 9:10,13  |         |
|       | Матилд Сенешал           | Француска            | 9:25,76 | 9:25,76 | 9:20,05  | ЛР      |
|       | Надја Батоклети          | Италија              | 9:34,05 | 9:34,05 | 9:24,01  | ЛР      |
| 4.    | Џема Рики                | Уједињено Краљевство | 9:11,20 | 9:11,20 | 9:24,81  |         |
| 5.    | Карла Галардо            | Шпанија              | 9:25,28 | 9:25,28 | 9:30,20  |         |
| 6.    | Кристина Руиз            | Шпанија              | 9:33,61 | 9:33,61 | 9:31,07  | ЛР      |
| 7.    | Марта Гарсија            | Шпанија              | 9:34,61 | 9:34,61 | 9:37,83  |         |
| 8.    | Емине Акбинг             | Турска               | 9:38,64 | 9:38,64 | 9:38,41  | ЛР      |
| 9.    | Каролине Скауен          | Норвешка             | 9:29,64 | 9:29,64 | 9:43,91  |         |
| 10.   | Елиза Дуколи             | Италија              | 9:49,74 | 9:49,74 | 9:48,94  | ЛР      |
| 11.   | Елиза Мегер              | Пољска               | 9:36,07 | 9:36,07 | 9:51,26  |         |
| 12.   | Дијане ван Ес            | Холандија            | 9:26,31 | 9:33,91 | 9:55,43  |         |
| 13.   | Семра Караслан           | Турска               | 9:30,39 | 9:35,50 | 9:56,55  |         |
| 14.   | Тамара Мићевић           | Србија               | 9:28,73 | 9:28,73 | 9:57,29  |         |
| 15.   | Габријела Андре Дорофтеј | Румунија             | 9:45,05 | 9:48,16 | 10:02,61 |         |
| 16.   | Ингвилд Микинг           | Норвешка             | 9:48,69 | 9:48,69 | 10:13,76 |         |
| 17.   | Ева Сланцикова           | Словачка             | 9:43,04 |         | 10:31,89 |         |
|       | Камила Зислер            | Норвешка             | 9:40,59 | 9:40,59 | НЗ       |         |